# Fairey Firefly
Фэйри Файрфлай (англ. Fairey Firefly — светлячок) — британский палубный истребитель времен Второй мировой войны.

## Тактико-технические характеристики

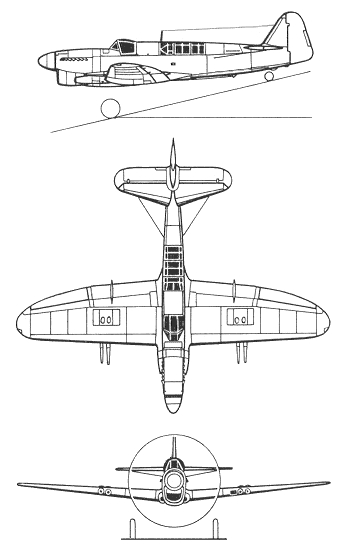
Fairey Firefly Mk I

Приведённые ниже характеристики соответствуют модификации F.Mk.IV:
Источник данных: "Уголок неба"

Технические характеристики
- Экипаж: 2 человека (пилот и штурман)
- Длина: 11,8 м
- Размах крыла: 12,55 м
- Высота: 4,37 м
- Площадь крыла: 30,66 м²
- Масса пустого: 4 472 кг
- Нормальная взлётная масса: 6 000 кг
- Максимальная взлётная масса: 7 301 кг
- Силовая установка: 1 × жидкостный Rolls-Royce Griffon 74
- Мощность двигателей: 1 × 2 250 л.с. (1 × 1 674 кВт)

Лётные характеристики
- Максимальная скорость: 621 км/ч
- Крейсерская скорость: 354 км/ч
- Практическая дальность: 2 092 км
- Практический потолок: 8 655 м
- Скороподъёмность: 9,7 м/с

Вооружение
- Стрелково-пушечное: 4 × 20 мм пушки Hispano-Suiza HS.404 в крыле
- Неуправляемые ракеты: 16 × 27 кг ракет
- Бомбы: 2 × 474 кг или 227 кг под крылом

## Боевое применение

### Война в Корее
Во время Корейской войны 1950-х годов как британские, так и австралийские «Светлячки» осуществляли патрулирование против кораблей и наземные удары с различных авианосцев, расположенных в море.  Дополнительные задачи, включая противолодочное патрулирование и воздушное наблюдение, а также помощь линкорам в обеспечении эффективной артиллерийской поддержки с моря . Многочисленные самолеты FAA Firefly были переданы в аренду ВМС Австралии во время конфликта, поскольку многие из их самолетов не имели пушек, когда были настроены для противолодочной борьбы.  Несмотря на несколько случаев поражения самолетов зенитным огнем , Firefly оказался относительно прочным. Этот тип обычно использовался для ударных операций по таким целям, как мосты и железнодорожные пути, чтобы нанести ущерб логистике и коммуникациям Северной Кореи . По мере того как война продолжалась, пилоты разрабатывали новые методы бомбометания с пикирования на малых высотах для достижения большей точности.  Боевое использование Firefly на театре военных действий продолжалось до подписания Соглашения о перемирии в Корее 27 июля 1953 года, хотя патрулирование с использованием этого типа продолжалось в течение нескольких лет после этого.
Всего в ходе войны в Корее было потеряно 38 самолетов.

## Эксплуатанты
Вторая мировая война
 Великобритания
- ВВС Флота Великобритании (Fleet Air Arm) (до мая 1939 года часть ВВС)

Послевоенный период
- ВВС Флота Великобритании: до замены в 1956 году самолётов первой линии на Fairey Gannet, использовали Firefly для ПЛО. Эскадрильи №№ 719, 766, 737, 741, 765, 766, 767, 771, 778, 792, 796, 799, 810, 812, 813, 816, 827, 1792, а также эскадрильи добровольческого резерва флота (RNVR) 1830, 1840, 1841, 1842, 1843, 1844.

 Канада
- эскадрильи ВВС Флота 825 и 826, а также опытная эскадрилья VX-10

 Австралия
- ВВС Флота Австралии – (Fleet Air Arm (RAN)): эскадрильи 723, 724, 725, 816, 817, 851
- ВВС Австралии: исследовательский авиаотряд (Firefly T.5 VX373 на испытаниях 1953 года)[5]

 Дания
- ВВС Дании

 Эфиопия
- Военно-воздушные силы Эфиопии

 Нидерланды
- ВВС Королевских ВМС Нидерландов: эскадрильи VSQ-1, 2, 4, 5, 7, а также 860 (бывшая британская)

 Индия
- Авиация ВМС Индии (Indian Naval Air Arm): с 1955 года использовали самолёты Firefly в качестве буксировщиков мишеней from 1955 onwards for target tugging.[6][7]

 Швеция
- Авиакомпания Svensk Flygtjänst AB в период между 31.01.1949 и 17.10.1963 использовала 19 самолётов модификации TT.1, дислоцировавшиеся в аэропорту Бромма.[8]

 Таиланд
- Королевские ВВС Таиланда: между 1952 и 1966 годами.[9]
- Авиация ВМС Таиланда[10]